# Surinamers
Surinamers zijn inwoners van Suriname, mensen die afkomstig zijn uit Suriname of mensen van Surinaamse afkomst. Suriname was een kolonie van Nederland en na de Surinaamse onafhankelijkheid in 1975 en begin jaren 80 zijn veel inwoners van Suriname naar Nederland verhuisd.

## Bevolkingssamenstelling

Deze kaart toont per ressort welke bevolkingsgroep het grootste is. Geel: Marrons; Blauw: Inheemsen; Groen: Hindoestanen; Rood: Javanen; Bruin: Creolen; Grijs: Gemengd.

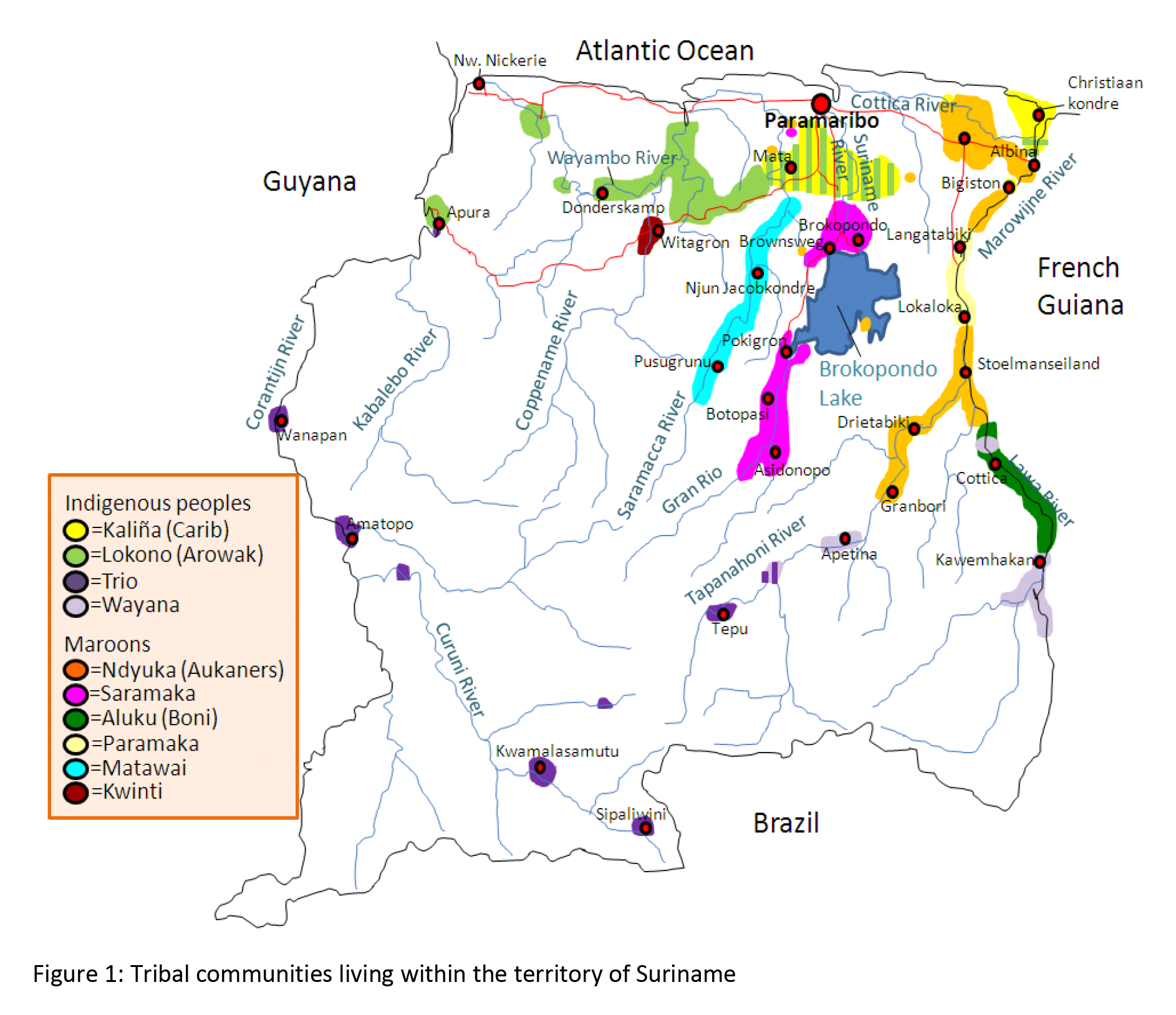
Spreiding van de inheemsen en marrons

De bevolking in Suriname bestaat uit een mengeling van de volgende etnische groepen:
- Inheemsen, de oorspronkelijke bewoners van Suriname (vroeger als "indianen" aangeduid). Zij wonen vooral in het binnenland, in de districten: Wanica, Para, Marowijne en Sipaliwini en rond de hoofdstad. Te onderscheiden in:
  - Bovenlandse inheemsen: onder andere de Trio, Akuriyo en Wayana in het zuiden, en de Warau in het westen.
  - Benedenlandse inheemsen: de Arowakken en de Karaïben.

Typering: De inheemsen leven van kleinschalige landbouw, visserij en jacht en op bescheiden niveau van kunstzinnige nijverheid en toerisme. Veel jongeren trekken naar Paramaribo. De Trio zijn sinds eind jaren 60 van de 20e eeuw overwegend christen. Ook onder de Akuriyo en sommige andere stammen vindt men christenen. De overigen hangen traditionele natuurgodsdiensten aan, waarbij geesten- en voorouderverering een grote plaats innemen.
- Afro-Surinamers, afstammelingen van tot slaaf gemaakten uit Afrika. Zij kunnen in twee groepen worden verdeeld:
  - Creolen, afstammelingen van tot slaaf gemaakte Afrikanen, waarvan velen ook gemengd zijn met Europees en Joods bloed.

Typering: overwegend werkzaam in administratieve banen en in de mijnbouw. Hun gezinsstructuur vertoont sterk matriarchale trekken. Ze zijn overwegend christelijk en wonen veelal in de stedelijke gebieden, voornamelijk in de districten Paramaribo, Coronie en Wanica.
- Marrons, nakomelingen van gevluchte Afrikanen, die wilden ontsnappen aan een bestaan als slaaf, door zich in afgelegen bosgebieden te vestigen (zoals in Brokopondo, Marowijne en Saramacca). De twee grootste marrongroepen zijn de Aukaners en de Saramaccaners. Veel marrons trokken door de openlegging van het binnenland en als gevolg van de Binnenlandse Oorlog naar Paramaribo en andere plaatsen.

Typering: landbouwers (kostgrondje), handelaars.
Godsdienst: traditioneel volgen zij de winticultuur van geesten- en voorouderverering.
- Aziatische Surinamers, grotendeels afstammelingen van contractarbeiders uit Azië die naar Suriname zijn gebracht na de afschaffing van de slavernij. Zij kunnen in meerdere groepen worden verdeeld:
  - Hindostanen, afstammelingen van  contractarbeiders uit het toenmalige Brits-Indië. Zij bewonen voornamelijk de districten Wanica, Paramaribo en Nickerie.

Typering: overwegend werkzaam in administratie en handel, kleine landbouwers. Een groot gedeelte belijdt het hindoeïsme. Het is een misvatting om te denken dat Hindostaan betekent dat zij allen het hindoeïsme aanhangen. Deze bevolkingsgroep is onderverdeeld in grofweg twee stromingen; hindoes en moslims. De hindoes kunnen weer onderverdeeld worden in twee stromingen; Sanatana Dharma en Arya Samaj. De Hindostaanse moslims zijn verdeeld in de volgende stromingen; soennieten en ahmadiyya. De term Hindostaan verwijst naar de regio waar de voorouders van deze bevolkingsgroep vandaan komt; Hindoestan, het tegenwoordige Noord-India of het hele Indische subcontinent.
- Javanen, nakomelingen van de contractarbeiders uit het toenmalige Nederlands-Indië, voornamelijk Java. Het district Commewijne wordt van oudsher overwegend bevolkt door Javanen. Een aantal plaatsen binnen het district hebben zelfs Javaanse namen. Daarnaast wonen velen van hen in Lelydorp en Paramaribo.

Typering: Overwegend kleine landbouwers, handelaars. Sterke onderlinge harmonie, roekoen genoemd.
Godsdienst: overwegend moslim, daarnaast beoefenaars van geesten- en voorouderverering.
- Chinezen, nakomelingen van contractarbeiders uit Hongkong, Zuid-China of Nederlands-Indië. Chinezen wonen voornamelijk in de districten Paramaribo en Wanica. Veelal handelaars. Het merendeel van de Chinese Surinamers spreekt een dialect uit de Hakka-taal. Na 2000 is er een toename van migratie vanuit China naar Suriname.

Typering: overwegend werkzaam in de handel en horeca en wonen grotendeels in Paramaribo en Wanica.
Godsdienst: De nieuwe Chinezen zijn grotendeels niet-religieus, de generaties daarvoor zijn overwegend katholiek.
- Libanezen zijn Surinamers uit het Midden-Oosten, zij komen voor het grootste deel uit Bcharre in Libanon en zijn maronieten. Daarnaast zijn er ook Syriërs en Palestijnen. In Suriname beschouwen zij zich niet als Arabieren, maar noemen zij zich liever Feniciërs.

Typering: overwegend werkzaam in de handel.
Godsdienst: overwegend katholiek.
- Europeanen, nakomelingen van Nederlanders, Portugezen uit Madeira en andere Europeanen. Zij wonen vooral in de districten Paramaribo en Wanica en zijn voornamelijk christen. De afstammelingen van Nederlandse kolonisten die in de 19e eeuw naar Suriname kwamen of die lange tijd in Suriname wonen en zijn geïntegreerd in de samenleving staan bekend als boeroes. De Nederlanders die recentelijk in Suriname zijn komen wonen, of geen gemengd bloed hebben, staan bekend als bakras.
- Joden, nakomelingen van voornamelijk Sefardische, maar ook Asjkenazische Joden. In hun geschiedenis speelt de Jodensavanne een grote rol. Veel joden zijn vermengd met andere bevolkingsgroepen.

Godsdienst: Overwegend aanhangers van de joodse godsdienst.
Bij de zevende volkstelling in Suriname van 2004 waren de verhoudingen tussen de grootste bevolkingsgroepen als volgt:
- 27,4 % Hindostanen
- 17,7 % Creolen
- 14,7 % Marrons
- 14,6 % Javanen
- 12,5 % Gemengde afkomst
- 6,5 % Andere groepen
- 6,6 % Geen gegevens

De bevolkingsgroepen onderling zijn op cultureel, politiek en sociaal niveau nog weinig geassimileerd. Dit is grotendeels een gevolg van de koloniale arbeidspolitiek die gericht was op het behoud van het plantagesysteem. Politieke partijvorming wordt sinds jaar bepaald door een strijd om de macht tussen de grootste bevolkingsgroepen: de Creolen, de Hindostanen en de Javanen. Religieuze en etnische scheidslijnen lopen vrijwel parallel. Na 2000 is hierin wel een kentering te bespeuren: politieke partijen als de NDP en VHP trekken stemmers aan van diverse bevolkingsgroepen. Tevens beschouwde bij de census van 2012 een grotere percentage van de bevolking dan voorheen zichzelf als 'gemengd'.

## Populatie in Suriname

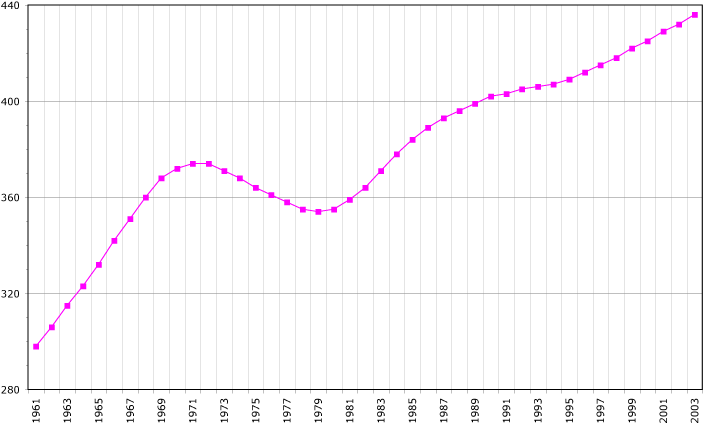
Bevolkingsontwikkeling van Suriname

De meeste van de 541.638 (2012) inwoners wonen in het noorden van het land, in de districten Paramaribo, Wanica en Nickerie. Het dunst bevolkte district is Sipaliwini, dat het grootste deel van het binnenland omvat. Ruim de helft van de bevolking woont in en rond de hoofdstad.

## Diaspora

### Surinamers in Nederland

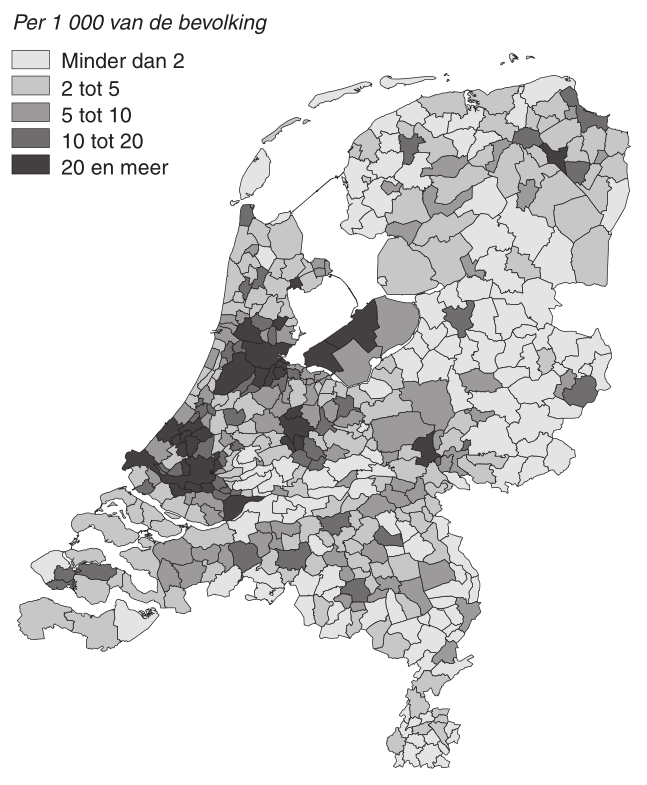
Verspreiding van Surinamers in Nederland

In Nederland leven circa 350.000 Surinamers, waarvan velen rond de onafhankelijkheid in 1975, na de militaire coup van 1980 of na de Decembermoorden van 1982 uit Suriname vertrokken. Ook in de jaren 90 van de 20ste eeuw emigreerden Surinamers naar Nederland vanwege de toenmalige slechte economische situatie in Suriname. Maar ook voor de onafhankelijkheid woonden er al Surinamers in Nederland. De meeste Surinamers in Nederland hebben een Nederlands paspoort en het overgrote deel is met succes in de Nederlandse samenleving geïntegreerd. Voor de Surinaamse samenleving betekende deze uittocht een gevoelige aderlating: onder de emigranten was veel geschoold kader en slechts een handjevol daarvan kwam later terug. Dit had een enorme remmende werking op velerlei gebied (braindrain). Na 2000 is een remigratie op gang gekomen van Surinamers, met name mensen van boven de 40.
Dit waren niet de eerste Surinamers in Nederland, vanaf de koloniale tijd is er altijd migratie tussen Nederland en Suriname geweest. Aanvankelijk was dit vooral de koloniale elite, vanaf de jaren twintig en dertig kwamen ook minder gefortuneerde Surinamers op zoek naar een betere opleiding, werk of een muziekcarrière naar Nederland.
Zes procent van de Chinezen in Nederland komt uit Suriname. De meesten van hen zijn Hakka.

### Surinamers in Nederlands-Indië
Er waren Surinaamse militairen, zeelieden en overige ambtenaren werkzaam in Nederlands-Indië. Ze sloten daar huwelijken en kregen er kinderen.

## Talen
In Suriname worden twintig talen gesproken. De meeste Surinamers zijn meertalig. Qua aantallen sprekers zijn de belangrijkste talen in Suriname achtereenvolgens het Nederlands, het Sranantongo, het Sarnami Hindoestani (Surinaams Hindoestaans), het Surinaams-Javaans en de verschillende Marrontalen (vooral Saramaccaans en Aukaans). Daar de meeste Surinamers meertalig zijn (bijvoorbeeld Nederlands- én Surinaamstalig), is het echter niet eenvoudig om mensen in te delen in één bepaalde taalgroep.

## Religie
Bij de zevende volkstelling in Suriname van 2004 was de verhouding tussen de religies als volgt:
- 40,7% christendom, waarvan ongeveer de helft rooms-katholiek en de helft protestants (Evangelische Broedergemeente Suriname en andere)
- 19,9% hindoeïsme (Sanatana Dharma en Arya Samaj)
- 13,5% islam (soennisme en Ahmadiyya)
- 5,8% traditionele en andere religies
- 4,4% geen religie
- 15,7% geen gegevens